# Нестеренко, Иван Васильевич
Ива́н Васи́льевич Нестере́нко (укр. Іван Васильович Нестеренко; род. 23 июля 2003, Запорожье) — украинский футболист, защитник клуба «Ворскла», выступающий на правах аренды за клуб «Оболонь».

## Клубная карьера
Воспитанник молодёжных академий запорожского «Металлурга», донецкого «Шахтёра» и МФК «Металлург».
В январе 2021 года подписал контракт с «Ворсклой». Выступал за юношескую и молодёжную команду полтавчан. За первую команду «Ворсклы» дебютировал 24 апреля 2021 в проигранном (0:3) выездном поединке 23-го тура Премьер-лиги против ковалёвского «Колоса». Иван вышел на поле на 85-й минуте, заменив Оливье Тилля.

## Карьера в сборной
В марте 2021 года Нестеренко вызван в предыдущий состав юношеской сборной Украины (U-18), с которой, как ожидалось, должен был принять участие в подготовке к отборочным матчам к юношескому Евро-2020, но впоследствии сбор отменили из-за пандемии COVID-19.

## Достижения
«Ворскла»
- Финалист Кубка Украины: 2023/24